# 松井智則
松井 智則（まつい とものり、1977年12月12日 - ）は、日本の実業家。株式会社ワンオーの創業者で代表取締役社長でもある。岐阜県美濃市出身。

## 経歴
- 2000年 アッシュ・ペー・フランス株式会社に入社、セレクトショップCANNABIS立ち上げにPRスタッフとして参加
- 2006年 社内小売店やPR部門を経てPR01.を立ち上げ、エグゼクティブディレクターに就任。国内外約60のブランドや企業のPR、ブランディング・コンサルティングを手掛ける。
- 2010年 ランウェイショーと、合同展示会等の総合ファッションイベントroomsLINK立ち上げ※roomsLINKは後にPR01.TRADESHOWと改名して現在も年2回開催
- 2011年 ファッション産業の活性化を目的としたファッションのお祭りSHIBUYA FASHION FESTIVAL立ち上げ
- 2012年 経済産業省 平成24年度クール・ジャパン戦略推進事業「HARAJUKU +」ビジネスプロデューサーに就任。同年、世界市場に対するアジアの発信力向上を目的に、ファッションイベントroomsLINK SEOUL / TAIPEIを立ち上げる
- 2014年 アジアをつなぐプラットフォームとして、東京・ソウル・台北で「PR01. TRADE SHOW」開催
- 2017年 同社PR01.事業部をMBOして株式会社ワンオーを設立[1]、代表取締役社長に就任

国内外約80ブランドのPRを手がけ、ファッションから行政まで幅広いクライアントのブランディング・コンサルティング事業に携わる。ソウル・バンコク・台湾などアジア圏を横断したビジネス展開、ニューヨーク・パリでのショールーム展開等、グローバルな広がりを加速。
- 2019年 SHIBUYA FASHION FESTIVALをより広域なイベントとしてSHIBUYA HARAJUKU FASHION FESTIVALとし、プロデューサーに就任
- 同年 ファッション領域での長年の知見やネットワークを前提条件に、[2]新規事業としてイコーランドを立ち上げ

## 人物
プロフィール
学生時代を岐阜で過ごした後、上京。現在も続けている音楽活動の傍らで、カフェ、古着屋など様々な職業を経て2000年にその後16年間所属することになるアッシュ・ペー・フランス株式会社に入社。セレクトショップCANNABISの立ち上げに参加すると共に、メディアやデザイナーとのコミュニケーションを通じてPRとしてのキャリアの礎を築く。同ショップからPR部門への異動後は世界中のコレクションウィークを飛び回り、世界のファッションウィークやシーンの盛り上がりに触発され、後に様々なイベントを立ち上げるに至る。2012年のクール・ジャパン戦略推進事業におけるビジネスプロデューサーを経て、業界内でもアジア圏に強いPRエージェンシーとしてPR01.を加速させた。2017年に株式会社ワンオーを設立、「人を、社会を、そして地球を、ファッションの力で豊かに。」をコーポレートスローガンに掲げている。ファッションをアパレルと捉えず、「価値観」と捉える独自の視点やコンセプトワークは業種を超えて支持されており、近年では大阪・梅田エリアの街づくりなども手掛けている。
音楽活動
2000年にギターの松井智則とボーカルの河村充倫とが勤務していたセレクトショップCANNABISを通じて出会い意気投合、バンド活動がスタートする。松井の同郷の後輩、大澤公則をドラムとして迎い入れ、3人組バンド「MOASIS（モアシス）」を結成。その後、キーボード、ベース、リードギターが加入し、バンド名を「チームカラー吐息」に改名。名付け親は、当時ヤングジャンプ編集部でリアディゾンを「グラビア界の黒船」でブームを巻き起こした綱島氏によるものである。雑誌装苑の70周年イベントでは、初のオリジナル曲である「ロンリーナイツ☆deゴーゴー」、「願い」を発表。その後の活動としては、セレクトショップCANNABIS10周年ライブ、2005年MTVカフェのライブ、セレクトショップアーバンリサーチ10周年ライブを慣行、アマチュアながら1000人弱の動員数を集める。その後、DＪ、ダンサーが加入しバンドとして膨らみを増していく。結成当時20代だった彼らは、現在40代となり、過ごした時間で変化する環境や人生観を今も楽曲に乗せている。代表曲としては、シングル発売された「ブルーペッパー」がある。